# Władimir Ałchimow
Władimir Siergiejewicz Ałchimow (ros. Влади́мир Серге́евич Алхи́мов, ur. 25 października 1919 we wsi Nikulino w guberni smoleńskiej, zm. 9 stycznia 1993 w Moskwie) – przewodniczący Zarządu Banku Państwowego ZSRR (1976-1986), Bohater Związku Radzieckiego (1945).

## Życiorys
Urodzony w rodzinie chłopskiej, pracował w kołchozie, w 1935 skończył 7-letnią szkołę, potem kształcił się w technikum finansowo-ekonomicznym w Smoleńsku, od 1938 studiował w Leningradzkim Instytucie Finansowo-Ekonomicznym. Po ataku Niemiec na ZSRR, 27 czerwca 1941 dobrowolnie zgłosił się na front, później został m.in. zastępcą politruka kompanii, w grudniu 1942 ranny, w 1943 ukończył Leningradzką Szkołę Artylerii, w styczniu 1944 ponownie skierowany na front. Od 1942 członek WKP(b). Brał udział w walkach na Białoruskiej SRR i w krajach bałtyckich, mianowany porucznikiem gwardii, wyróżnił się w walkach nad rzeką Łuczesa i pod Kownem, gdzie prowadząc ogień ze swojej baterii na czołgi i działa samobieżne przeciwnika złamał ich kontratak. W walkach o Taurogi odbił z rąk wroga transporter opancerzony i 3 samochody. Później wyróżnił się podczas walk w Prusy Wschodnie, 7 sierpnia 1944 w walkach o Tupiki (obecnie na Litwie) na czele baterii przebił się przez zaporę czołgową wroga.
Uchwałą Prezydium Rady Najwyższej ZSRR z 24 marca 1945 „za wzorowe wykonywanie zadań dowodzenia i wykazywanie męstwa i heroizmu w walkach z niemiecko-faszystowskimi najeźdźcami” otrzymał tytuł Bohatera ZSRR.
W 1945 brał udział w walkach z Japończykami na Dalekim Wschodzie, w listopadzie 1946 zdemobilizowany, w latach 1947–1950 studiował we Wszechzwiązkowej Akademii Handlu Zagranicznego. Później pracował w Ministerstwie Handlu Zagranicznego ZSRR, był m.in. doradcą handlowym przy Ambasadzie ZSRR w USA, Bułgarii, a także wiceministrem handlu zagranicznego ZSRR. Od października 1976 do stycznia 1986 przewodniczący Zarządu Banku Państwowego ZSRR, następnie na emeryturze. Deputowany do Rady Najwyższej ZSRR od IX do XI kadencji (1977–1989). Od 1981 zastępca członka, a między 1982 a 1986 członek KC KPZR.
Pochowany na Cmentarzu Nowodziewiczym.

## Odznaczenia
- Złota Gwiazda Bohatera Związku Radzieckiego (24 marca 1945)
- Order Lenina (trzykrotnie)
- Order Wojny Ojczyźnianej I klasy (dwukrotnie)
- Order Czerwonego Sztandaru Pracy
- Order Czerwonej Gwiazdy
- Order „Znak Honoru”